# ヤズィード1世
ヤズィード1世（ヤズィード・ブン・ムアーウィヤ・ブン・アビー・スフヤーン, アラビア語: يزيد بن معاوية بن أبي سفيان, ラテン文字転写: Yazīd b. Muʿāwiya b. ʾAbī Sufyān, 646年頃 - 683年11月11日）は、第2代のウマイヤ朝のカリフである（在位：680年4月 - 683年11月11日）。また、イスラームの歴史上初めてカリフの地位を世襲によって継承した人物として知られている。
ヤズィードは第3代正統カリフのウスマーンの治世下でシリアの総督を務めていたムアーウィアの息子として生まれた。その後、内戦に打ち勝ってカリフとなった父親から676年に後継者として指名されたが、それまで前例のなかった世襲による継承はヒジャーズの一部の著名なイスラーム教徒の指導者たちによる反発を招いた。それでもなおムアーウィヤはこれらの反対者を除くイスラーム国家の全域からヤズィードの継承に対する承認を取り付けることに成功し、そのヤズィードは680年のムアーウィヤの死去を受けてカリフに即位した。しかし、イスラームの預言者ムハンマドの孫にあたるフサイン・ブン・アリーと初代正統カリフのアブー・バクルの孫にあたるアブドゥッラー・ブン・アッ＝ズバイルの両者はヤズィードの承認を拒否し続け、両者はメッカに逃れた。その後、フサインはヤズィードに対する反乱を率いるためにイラクのクーファへ向かったものの、カルバラーの戦いでヤズィードの軍隊によって少数の支持者の一団とともに殺害された。フサインの死は多くのイスラーム教徒に動揺を引き起こし、アブドゥッラー・ブン・アッ＝ズバイルは新しいカリフを選出するための会議の場（シューラー）を要求した。
ヤズィードは下賜品や使節団を通してアブドゥッラー・ブン・アッ＝ズバイルとヒジャーズの住民から忠誠を確保しようとした。しかし、一連の交渉は失敗に終わり、反乱を鎮圧するために軍隊を派遣した。ヤズィードの軍隊は683年8月に起こったハッラの戦いでマディーナの住民を打ち破り、その後メッカを数週間にわたり包囲したものの、この包囲戦の最中の683年11月にヤズィードは死去した。ヤズィードの死の知らせを受けた軍隊はシリアへ撤退し、その結果としてイスラーム国家は9年にわたり続いた第二次内乱として知られる混乱期に入った。最終的にこの内乱はヤズィードが属していたスフヤーン家に代わりウマイヤ朝の王家となったマルワーン家の下で終結した。
政策面でヤズィードはムアーウィヤが敷いていた分権的な統治体制を踏襲し、地方の総督と部族の有力者層（アシュラーフ、単数形ではシャリーフと呼ばれる）に統治を委ねた。また、ビザンツ帝国に対してはムアーウィヤが開始した大規模な襲撃を取り止め、シリアの防衛体制の強化に専念した。その一方で自身の世襲によるカリフの地位の継承、フサインの殺害、そしてイスラームの聖地であるマディーナとメッカへの攻撃といった出来事のために、多くのイスラーム教徒からは伝統的に非合法な統治者であり暴君であったと見なされている。しかし、現代の歴史家は一般により穏健な見方をしており、東洋学者のユリウス・ヴェルハウゼンは、必要な場合にのみ実力行使に訴えていた穏やかな統治者であり、宗教的な伝統において描写されているような暴君ではなかったと指摘している。

## 出自と初期の経歴

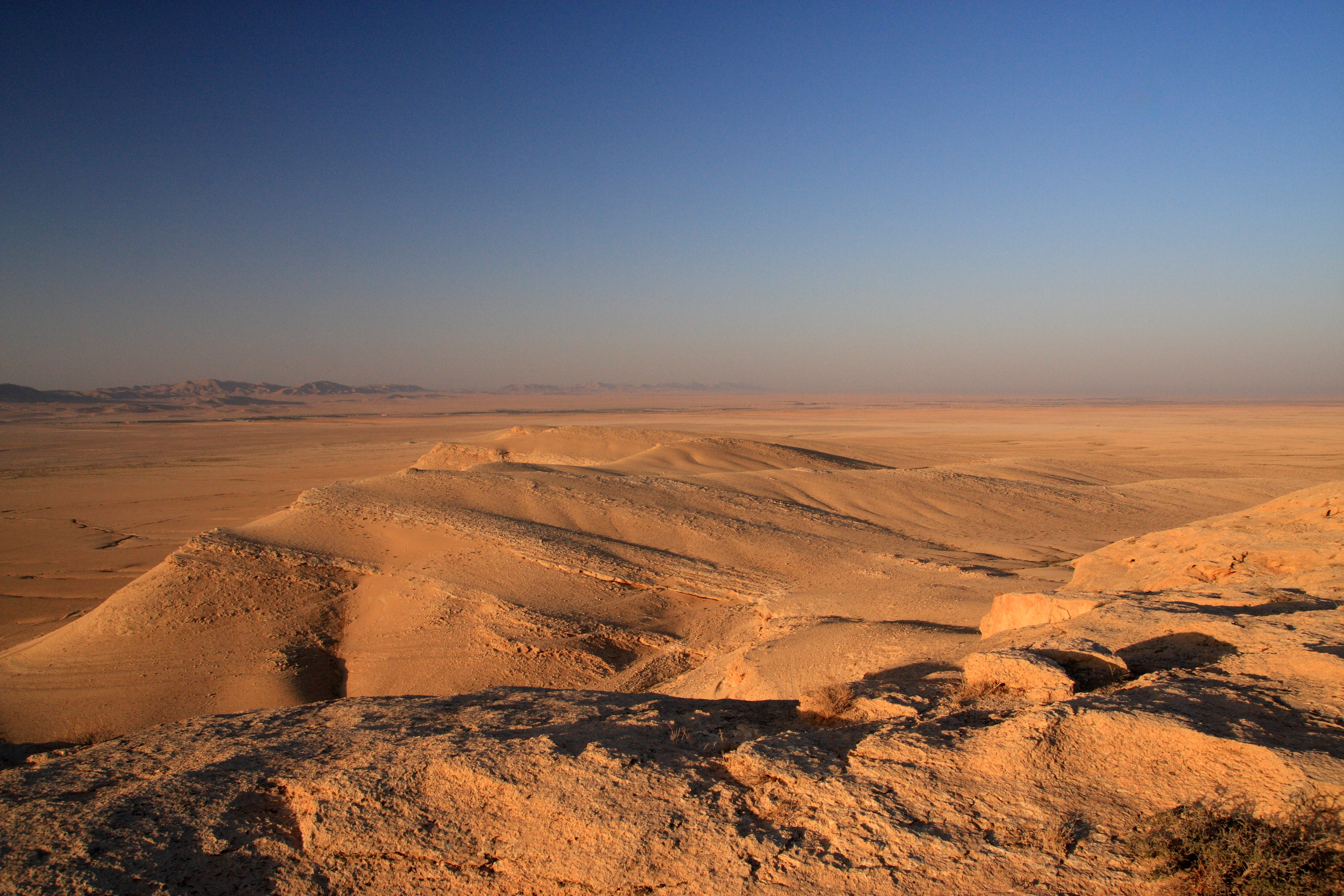
ヤズィードは若年期を母親が属していたベドウィンのカルブ族とともにシリア砂漠で過ごした

ヤズィードは642年から649年の間にシリアで生まれた。ヤズィードの父親はムアーウィヤ・ブン・アビー・スフヤーンであり、誕生当時は正統カリフのウスマーン（在位：644年 - 656年）の統治下でシリアの総督を務めていた。ムアーウィヤとウスマーンの両者はイスラームの預言者ムハンマドと以前の2人のカリフも属していたクライシュ族（メッカの氏族集団）の中でも裕福な氏族として知られていたウマイヤ家の出身であった。ヤズィードの母親のマイスーン・ビント・バフダルは、強力なベドウィンの部族であるカルブ族の族長を務めていたバフダル・ブン・ウナイフの娘であり、部族内のほとんどの人々と同様にキリスト教徒であった。ヤズィードは母方のカルブ族の親族の下で育ち、青年時代の初期をシリア砂漠で過ごした。その後は661年にカリフとなったムアーウィヤに仕えていた廷臣たち（主に地元のシリア人とギリシア人からなっていた）とともに過ごしていた。
父親がカリフの地位にあった間、ヤズィードはイスラーム国家が征服を試みていたビザンツ帝国に対してコンスタンティノープルへの攻撃を含むいくつかの軍事行動を率いていた。複数の史料においてヒジュラ暦49年（西暦669/70年）からヒジュラ暦55年（西暦674/5年）の範囲でこれらの軍事行動の日付が示されている。イスラーム教徒による史料は軍事行動におけるヤズィードの役割の詳細をほとんど伝えておらず、恐らく本人の後の経歴に関する論争（後述）のためにヤズィードの関与を軽視している。ヤズィードはこれらの史料において遠征に参加することを望まなかったと描写されており、ムアーウィヤを苛立たせ、ムアーウィヤはヤズィードに対して命令に従うように強要した。しかし、8世紀にアル＝アンダルス（イスラーム勢力下のイベリア半島）で非イスラーム教徒によって著された、より早い時期のアラビア語の著作から情報を引用した可能性のある『741年の年代記』と『754年の年代記』は、ヤズィードがコンスタンティノープルを100,000人の軍勢で包囲したと記している。そして都市を征服することには失敗したものの、軍隊がコンスタンティノープルに隣接する複数の町を占領してかなりの量に及ぶ戦利品を獲得し、2年後に撤退したと伝えている。また、ヤズィードは何回かにわたってハッジ（毎年行われるのメッカへのイスラーム教徒の巡礼）を率いた。

## カリフへの指名

### 背景

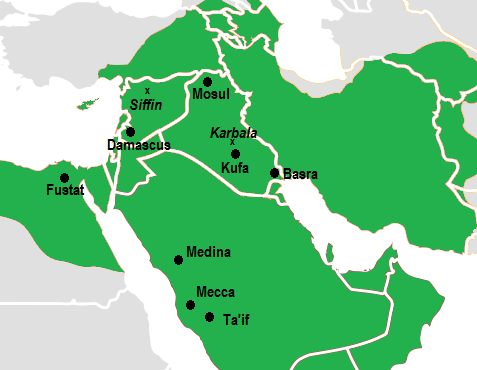
初期のイスラーム国家の主要都市の位置を表した地図（白線は現代の国境線）

第3代の正統カリフであるウスマーンは、地方の問題への干渉に加えて多くの人々から縁故主義的だと見なされた議論を呼ぶ政策を実行した結果、征服した土地に住むイスラーム教徒の入植者たちから怒りを買うことになった。そして656年に当時のイスラーム国家の首都であったマディーナで地方の反乱勢力の手によって殺害され、イスラームの開祖ムハンマドの従兄弟で娘婿のアリー・ブン・アビー・ターリブがこれらの反乱勢力とマディーナの住民による支持を得て後継のカリフとなった。しかし、アリーがウマイヤ家の身内にあたるウスマーンの暗殺に関与した者たちを処罰しようとせず、さらに多くのウマイヤ家出身の総督を更迭したことでウマイヤ家の人々は不満を募らせ、ついにはアリーとシリア総督のムアーウィヤの間で深刻な対立に発展した。
この結果として勃発したイスラーム世界の最初の内戦である第一次内乱において、ムアーウィヤは本拠地のシリアからアリーに抵抗したものの、657年に起こったスィッフィーンの戦いの結果、両者の対立は膠着状態に陥った。その後、661年1月にアリーがハワーリジュ派（アリーの陣営から離脱し、アリーとムアーウィヤの双方に敵対した一派）の人物によって暗殺され、アリーの息子のハサン・ブン・アリーが後継者となった。しかし、すでにシリアにおいて自分の支持者からカリフとして認められていたムアーウィヤは同年8月に軍隊を率いてアリーとハサンが首都としていたイラクのクーファへ侵攻し、ハサンと和平を結んでイスラーム国家の残りの領域に対する支配権を獲得した。この時に結ばれた和平の条件にはムアーウィヤが後継者を指名しないという約定が含まれていた。

### ムアーウィヤによるヤズィードの指名

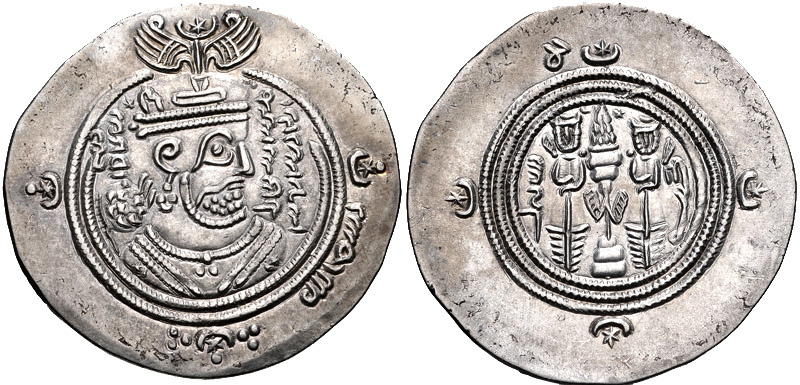
パフラヴィー文字でムアーウィヤの名が刻まれているダーラーブギルドのファサーで鋳造されたサーサーン朝様式のディルハム銀貨（674年頃）

ハサンとムアーウィヤの間で結ばれた和約は一時的な平和をもたらしたものの、カリフの地位の継承に関する枠組みが確立されたわけではなかった。過去の場合と同様に、地位の継承の問題は将来の禍根となる可能性が残っていた。東洋学者のバーナード・ルイスは、「イスラームの歴史からムアーウィヤが利用できた先例は合議と内戦だけであった。前者はうまく行きそうにもなく、後者には明白な問題があった」と指摘している。このような状況の中でムアーウィヤは自分の息子であるヤズィードを後継者に指名することで生前に問題を解決しようとした。しかし、世襲による継承はそれまでのイスラームの歴史において前例がなく、イスラーム教徒にとってこのような考えは恥ずべきものであった。初期のカリフたちはマディーナにおける民衆の支持、あるいはムハンマドの古くからの教友（サハーバ）の合議によって選出されており、イスラームの原則においてもカリフの地位は支配者の私有物ではなく、子孫に与えられるものではなかった。さらに、指導者の地位は父から息子ではなく、より広い部族の人物の中から選ばれるべきであるとするアラブの慣習によっても受け入れ難いものであった。
ムアーウィヤはクライシュ族の妻の子である長男のアブドゥッラーを後継者候補から外した。これは恐らくシリアにおいてカルブ族の妻から生まれたヤズィードに対する強力な支持があったためだとみられている。カルブ族はシリア南部における支配的な部族であり、より上位の大部族であるクダーア族を率いる立場にあった。クダーア族はイスラームが成立する遥か以前からシリアで勢力を築いており、アラビアとイラクのより自由闊達な気質の部族とは対照的に、ビザンツ帝国の下でかなりの軍事経験を積むとともに階級的な秩序にもよく通じていた。その一方でシリア北部はムアーウィヤの治世中にその地へ移住してきた部族連合のカイス族によって支配されていたが、そのカイス族はウマイヤ朝の宮廷におけるカルブ族の特権的な地位に不満を抱いていた。
ムアーウィヤはビザンツ帝国に対する軍事行動の指揮官にヤズィードを任命することによって、シリア北部の部族によるヤズィードへの支援を促そうとしていたとみられている。しかし、カイス族はヤズィードが「カルブ族の女性の息子」であることを理由に、少なくとも当初は後継者への指名に反対していたため、この方針は限られた成果しかもたらさなかった。ヒジャーズ（マディーナとメッカが存在し、古くからのイスラーム教徒の支配者層が居住していたアラビア半島西部の地域）ではヤズィードはウマイヤ家の親族から支持を得ていたが、同様にヒジャーズに居住する他の有力者層から指名の承認を取り付けることもヤズィードの継承を確保する上で重要な要素を占めていた。ムアーウィヤはメッカ巡礼の引率者としてヤズィードを任命することでヤズィードの継承への支持を獲得し、イスラーム教徒の指導者としての立場をより強固なものにしたいと望んでいた可能性がある。10世紀の学者であるアブル＝ファラジュ・アル＝イスファハーニー（967年没）によれば、ムアーウィヤはヤズィードの継承を支持する世論を形成するために複数の詩人を雇っていた。

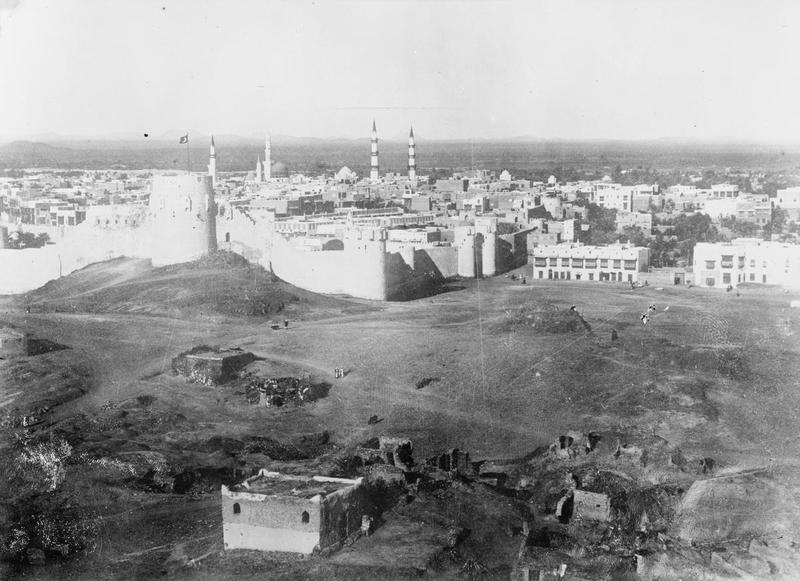
城壁の外から望むマディーナ（1907年）

歴史家のイブン・アル＝アスィール（1233年没）の記録によれば、ムアーウィヤは676年に首都のダマスクスであらゆる地方の有力者が参加するシューラー（諮問のための会議の場）を召集し、媚びと賄賂、さらには脅迫といった手段を用いてヤズィードの継承に対する参加者の支持を取り付けた。そしてウマイヤ家の親族で当時マディーナの総督であったマルワーン・ブン・アル＝ハカム（後のウマイヤ朝のカリフのマルワーン1世）にこの決定をマディーナの人々へ周知させるように命じた。しかしマルワーンは、とりわけその徳のある血筋から同様にカリフの地位を主張することが可能であったフサイン・ブン・アリー（アリー・ブン・アビー・ターリブの息子で預言者ムハンマドの孫）、アブドゥッラー・ブン・アッ＝ズバイル（ムハンマドの教友のアッ＝ズバイル・ブン・アル＝アウワームの息子で初代正統カリフのアブー・バクルの孫。以下はイブン・アッ＝ズバイルと記す）、アブドゥッラー・ブン・ウマル（第2代正統カリフのウマルの息子）、さらにはアブドゥッラフマーン・ブン・アビー・バクル（アブー・バクルの長男）といったムハンマドの教友の息子たちによる反対に直面した。ムアーウィヤはマディーナに向かい、これらの4人の反対者たちに対して同意するように圧力をかけたものの、4人全員がメッカへ逃れた。さらに逃亡者の何人かを追って殺害の脅しをかけたが効果はなかった。それにもかかわらず、ムアーウィヤは4人が忠誠を誓ったことをメッカの人々へ信じさせることに成功し、メッカの住民からヤズィードに対する忠誠を受けた。同様にダマスクスへ戻る途中でマディーナの住民からも忠誠を確保した。このようにムアーウィヤがヤズィードへの指名に対する全般的な承認を取り付けたことで、反対者たちは沈黙を余儀なくされた。
東洋学者のユリウス・ヴェルハウゼンは、著名なマディーナの住民による指名の拒否に関するこの記録はムアーウィヤの死後に起きた出来事（後述）の逆反映であるとして、上述の話の信憑性に疑問を呈している。同様の見解は歴史家のアンドルー・マーシャムからも示されている。歴史家のタバリー（923年没）の記述によれば、ムアーウィヤは676年に指名を公表し、地方の代表団については679年もしくは680年にイラクの駐屯地であるバスラから迎え入れたのみであり、この代表団がヤズィードに対する忠誠を誓ったとしている。一方、歴史家のヤアクービー（898年没）によれば、ムアーウィヤはメッカへの巡礼の際にヤズィードに対する忠誠を要求した。これに対して上記の4人の著名なイスラーム教徒を除き、すべての人々が要求に従った。また、反対した4人に対してムアーウィヤが実力行使に出ることはなかった。いずれにせよ、ムアーウィヤは自分の死の前にヤズィードの継承に対する全般的な承認を確保することに成功した。

## 治世
ムアーウィヤは680年4月に死去した。タバリーによれば、ヤズィードは父親が死を迎えた時にダマスクスとパルミラの間に位置するフッワーリーンの自分の住居に滞在していた。一方、アラビア語の詩歌集であるアブル＝ファラジュの『キターブ・アル＝アガーニー』（歌の書）に収められたヤズィードの詩によれば、ヤズィードはムアーウィヤの最後の病気の知らせを受け取った時にはビザンツ帝国に対する夏季の遠征に出ていた。歴史家のアンリ・ラメンスは、この遠征に関する言及とヤズィードがムアーウィヤの死後になってようやくダマスクスに到着したという事実に基づき、ヤズィードがフッワーリーンに滞在していたという報告に否定的な見解を示している。ムアーウィヤはヤズィードが帰還するまでの間、自分の最も忠実な臣下であるダッハーク・ブン・カイスとムスリム・ブン・ウクバに政府の統制を委ねた。そしてヤズィードに対する遺言を作成し、イスラーム国家の統治にあたっての諸々の事案に関する指示を残した。遺言の中でムアーウィヤは、フサイン・ブン・アリーとイブン・アッ＝ズバイルについてはヤズィードの支配に異議を唱える可能性があるため両者への警戒を怠らないように忠告し、もし両者がそのような行動に出た場合には打倒するように指示していた。さらに、フサインについてはムハンマドの孫であるため注意深く扱い、その血を流すことのないように助言していた。しかし、もう一方のイブン・アッ＝ズバイルに関してはヤズィードによる統治を受け入れない限り厳しく扱うことになった。

### 忠誠の誓い
ヤズィードは即位すると地方の総督に忠誠の誓い（バイア）を要求し、総督たちから誓いを受けた。また、当時のマディーナの総督でヤズィードの従兄弟にあたるアル＝ワリード・ブン・ウトバ・ブン・アビー・スフヤーンに手紙を記し、ムアーウィヤの死を伝えるとともにフサイン・ブン・アリー、イブン・アッ＝ズバイル、そしてアブドゥッラー・ブン・ウマルから忠誠を確保するように指示した。手紙に記されていた指示は以下のようなものだった。
忠誠を誓わせるためにフサイン、アブドゥッラー・ブン・ウマル、イブン・アッ＝ズバイルを捕えよ。そして忠誠を誓う前にいかなる行動も起こす機会を与えないよう厳格に対処せよ。

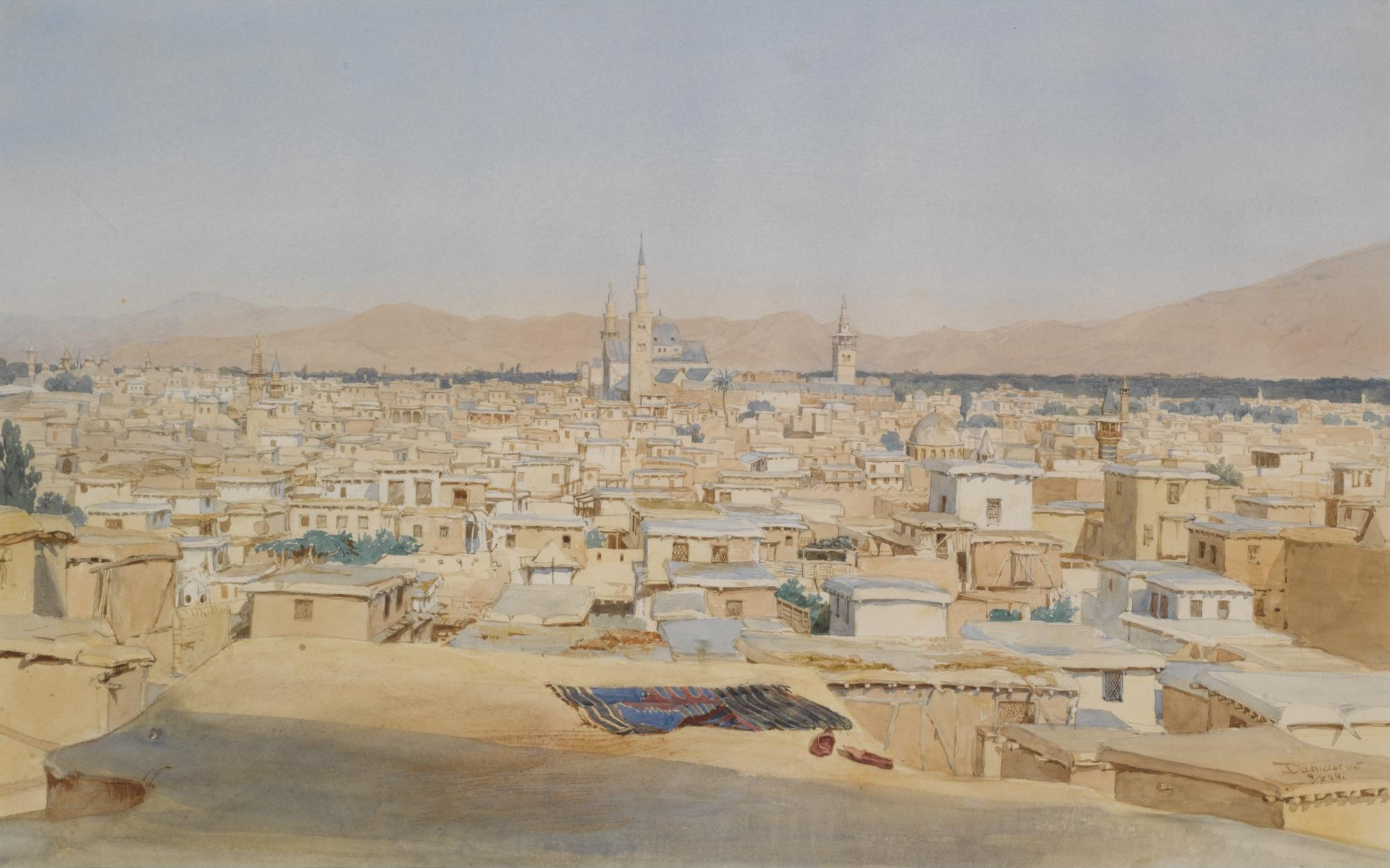
ウマイヤ朝が首都としていたダマスクス（マックス・シュミット画、1844年）

ワリードはマルワーン・ブン・アル＝ハカムに助言を求めた。これに対してマルワーンは、イブン・アッ＝ズバイルとフサインは危険な存在であり強制的に忠誠を誓わせるべきだとする一方、アブドゥッラー・ブン・ウマルは脅威となるような態度を見せていないため放置しておくべきだと助言した。フサインはワリードの召喚に応じ、半ば非公開の会議の場でワリードとマルワーンに会い、そこでムアーウィヤの死とヤズィードの即位について知らされた。そして忠誠の誓いを求められるとフサインは非公開の場で忠誠を誓うのは不適当であると答え、公の場で忠誠を誓うことを提案した。これに対してワリードは同意したが、マルワーンはフサインが忠誠を誓うまで拘束するべきだと主張した。フサインはマルワーンを叱り飛ばし、総督側が自分を拘束しようとした場合に備えて近くで待機していた武装した従者たちの下へ立ち去った。マルワーンはフサインが出て行くとすぐにワリードに対して警告したが、ワリードはフサインとムハンマドの血縁関係を理由にフサインへ危害を加えることに対する拒否を正当化した。もう一方のイブン・アッ＝ズバイルは召喚に応じずメッカへ向かった。ワリードは80人の騎兵を送ったもののイブン・アッ＝ズバイルの逃亡を許した。さらにはフサインもヤズィードに忠誠を誓うことなく早々にメッカへ去った。
この失敗に不満を抱いたヤズィードは総督の地位をワリードからウマイヤ家内の遠戚にあたるアムル・ブン・サイードに交代させた。アブドゥッラー・ブン・ウマル、アブドゥッラフマーン・ブン・アビー・バクル、そしてアブドゥッラー・ブン・アッバースの3名は、以前にもムアーウィヤによるヤズィードの指名を非難していたものの、フサインやイブン・アッ＝ズバイルとは異なり、最終的にヤズィードに対する忠誠を誓った。

### カルバラーの戦い

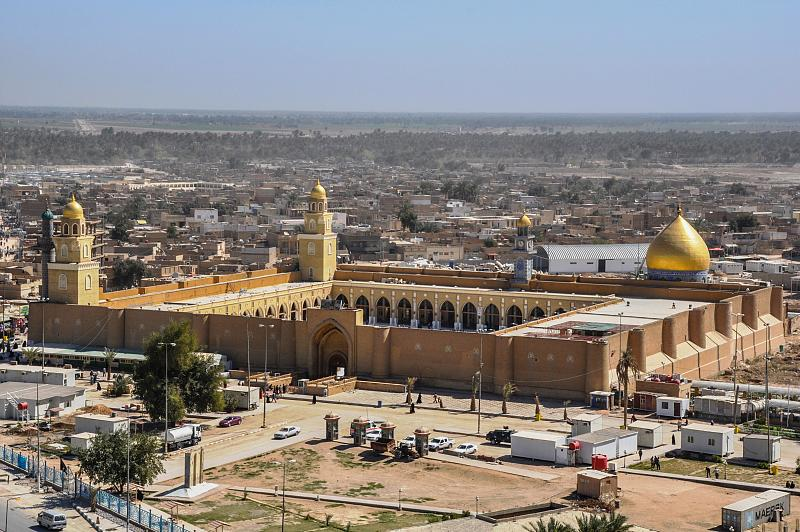
アラブ軍の軍営都市（ミスル）として7世紀に建設されたクーファの現代の街並みと大モスク。フサインの父親のアリーはクーファをイスラーム国家の首都としていた。

メッカでフサインはアリー家を支持するクーファの住民から手紙を受け取り、ヤズィードに対する反乱を率いるように要請された。これを受けてフサインはクーファの状況を見極めるために従兄弟のムスリム・ブン・アキール（以下はイブン・アキールと記す）を派遣した。フサインはバスラにも手紙を送ったが、手紙を携えた使者はバスラ総督のウバイドゥッラー・ブン・ズィヤード（以下はイブン・ズィヤードと記す）へ引き渡された上に殺害された。イブン・アキールはクーファで獲得した大規模な支援の存在をフサインに報告し、都市へ入るように促した。一方でヤズィードはクーファの部族の指導者たち（アシュラーフ）からこれらの不穏な状況について報告を受け、アリー家支持派の活動に対して行動を起こすことに消極的であったクーファ総督のヌウマーン・ブン・バシール・アル＝アンサーリーをイブン・ズィヤードに交代させた。そのイブン・ズィヤードはイブン・アキールを処刑するか投獄するように命じた。イブン・ズィヤードの弾圧と政治工作の結果、イブン・アキールは次第に支持者を失い始め、予定よりも早く反乱を宣言せざるを得なくなった。しかし反乱は失敗に終わり、イブン・アキールは処刑された。

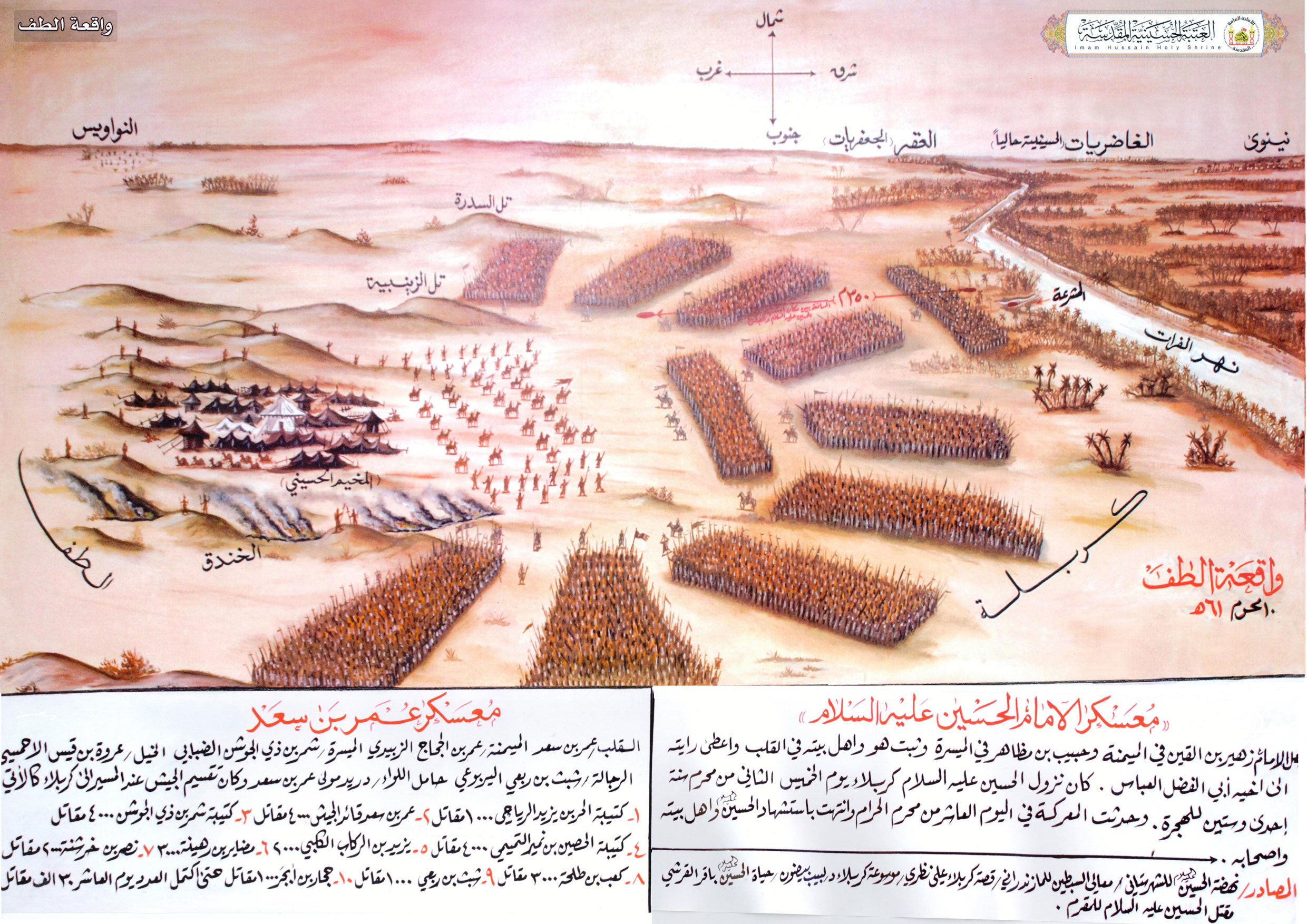
フサインがカルバラーで三方から包囲された様子を描いた図。この後に起こった戦いでフサインは70人余りの従者とともに殺害された。

イブン・アキールの手紙に促されたフサインはアブドゥッラー・ブン・ウマルとアブドゥッラー・ブン・アッバースの警告を無視してクーファに向かった。アブドゥッラー・ブン・アッバースはクーファの人々が以前に父親のアリーと兄のハサンを見捨てたことを思い出させたが、フサインを思い留まらせることはできなかった。その後、フサインはクーファに向かう途上でイブン・アキールの死の知らせを受けたにもかかわらず、クーファへの行進を続けた。しかし、イブン・ズィヤードの総勢4,000人の部隊がクーファへの到着を阻み、フサインはカルバラーの砂漠において野営を余儀なくされた。イブン・ズィヤードは服従を認めることなしにフサインの通過を認めようとしなかったが、フサインは服従を拒否した。その後の1週間にわたった交渉も不調に終わり、フサインと72人の男性の同行者は680年10月10日に起こった戦闘（カルバラーの戦い）で殺害され、フサインの家族は捕虜となった。捕虜とフサインの首はヤズィードの下に送られた。歴史家のアブー・ミフナフ（773年もしくは774年没）とアンマール・アッ＝ドゥフニー（750年もしくは751年没）の説明によれば、ヤズィードはフサインの頭部を自分の杖で突いたとしているが、他の説明ではこの行為をイブン・ズィヤードに帰している。ヤズィードは捕虜を適切に扱い、数日後にマディーナへ送り返した。

### アブドゥッラー・ブン・アッ＝ズバイルの反乱
フサインの死後、ヤズィードは自分を権力の座から追放すると公言していたイブン・アッ＝ズバイルによる反発の増大に直面した。イブン・アッ＝ズバイルは公には新しいカリフを選出するためのシューラーの開催を要求していたが、一方では秘密裏に自分の支持者たちに対して忠誠を誓わせていた。当初ヤズィードは和解に達しようと下賜品や使節団を送ってイブン・アッ＝ズバイルを懐柔しようとした。しかし、イブン・アッ＝ズバイルはヤズィードの承認を拒否し、これに対してヤズィードはイブン・アッ＝ズバイルの兄弟のアムルが率いる部隊を派遣してイブン・アッ＝ズバイルを拘束しようとした。しかしながら、戦いはアムルの部隊の敗北に終わり、アムルは捕虜となって処刑された。当時のマディーナの住民はウマイヤ朝による支配に加えて政府の歳入を増やすために実行された土地の没収を含むムアーウィヤの農業政策に幻滅しており、マディーナにおけるイブン・アッ＝ズバイルの影響力は次第に高まっていった。

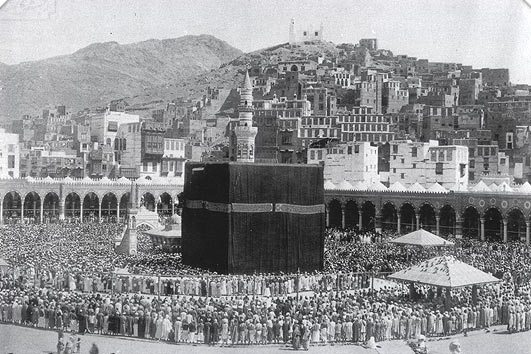
メッカの町とカアバ（1907年）。イブン・アッ＝ズバイルはメッカを拠点にヤズィードに対する反乱を起こし、この場所を作戦拠点として使用した。

ヤズィードはマディーナの有力者をダマスクスに招き、下賜品を与えることで招待した使節団を取り込もうとした。しかし、使節団はこのような行為を受け入れず、マディーナに戻ると住民にヤズィードの贅沢な暮らしぶりについて語り、飲酒、猟犬を使った狩り、音楽への傾倒といった行為を非難した。マディーナの住民はアブドゥッラー・ブン・ハンザラの指導の下でヤズィードへの忠誠を放棄し、マディーナの総督でヤズィードの従兄弟にあたるウスマーン・ブン・ムハンマド・ブン・アビー・スフヤーンとマディーナに住むウマイヤ家の一族を追放した。これに対してヤズィードはヒジャーズを再征服するためにムスリム・ブン・ウクバが率いる総勢12,000人の軍隊を派遣した。何回かにわたる交渉が失敗に終わったのち、マディーナの住民はハッラの戦いでヤズィードが派遣した軍隊に敗北した。アブー・ミフナフと歴史家のサムフーディー（1533年没）はマディーナが戦闘後に略奪を受けたと説明しているものの、歴史家のアワーナ・ブン・アル＝ハカム（764年没）は反乱の首謀者たちが処刑されただけであったと述べている。
ヤズィードの軍隊は反乱を起こした者たちに対して再度忠誠の誓いを強要するとイブン・アッ＝ズバイルの勢力を制圧するためにメッカへ向かった。そしてメッカへの道中でムスリム・ブン・ウクバが死去し、フサイン・ブン・ヌマイルが指揮を引き継いだ。そのフサイン・ブン・ヌマイルは683年9月にメッカを包囲した。包囲は数週間にわたって続き、その間にメッカのモスクの中心に位置するイスラーム教徒の聖なる神殿であるカアバが炎上する事件が発生した。しかし、683年11月にヤズィードが急死したために軍事作戦は打ち切られ、フサイン・ブン・ヌマイルは自軍とともにシリアへ撤退した。

### 内政と国外への軍事行動
統治体制に関してヤズィードは概ねムアーウィヤが発展させたモデルを継承していた。ムアーウィヤがそうであったように、ヤズィードは親族ではなく地方の総督とアシュラーフに依存した統治を続けた。また、ムアーウィヤの下でバスラの総督を務めたイブン・ズィヤードや財務長官を務めたシリア出身のキリスト教徒であるサルジューン・ブン・マンスール（ダマスコのイオアンの父）などを含むムアーウィヤに仕えていた一部の公職者を留任させた。ムアーウィヤと同様に、ヤズィードは支持を得るために各地方から部族の名士 (Wufūd) の代表団を迎え入れたが、その際には恐らく下賜品や賄賂の分配も伴っていた。カリフの政権運営と軍事体制はムアーウィヤの時代と同様に地方に分権化されたままであった。地方は税収の多くを保持し、ごく一部のみがカリフへ送られていた。地方の軍隊は現地の部族から構成され、その指揮権もアシュラーフに委ねられていた。

ヤズィードはシリアで新たな北方の国境地帯を管轄する軍事区（ジュンド）であるジュンド・キンナスリーンを設置した（図は9世紀のアッバース朝時代におけるシリアの各ジュンドの管轄地域を表している）

ヤズィードは要求に応じてナジュラーンのアラブ人キリスト教徒の部族に対する税の軽減を認めたが、一方でイスラーム教徒の征服者への支援に対する恩恵として以前のカリフたちから与えられていたサマリア人の民族宗教の共同体に対する特例的な税の免除を廃止した。また、ヤズィードは後にナフル・ヤズィード（Nahr Yazīd）の名で知られるようになった運河を開削することでダマスクスに近いグータの肥沃な大地の灌漑システムを改善した。
ムアーウィヤはその治世が終わる頃にビザンツ帝国と30年間の和平協定を結んだものの、ウマイヤ朝はビザンツ帝国への毎年3,000枚の金貨、50頭の馬、50人の奴隷の貢納と、以前に占領していたロドス島と小アジアの海岸地帯の前線基地に駐屯しているイスラーム教徒の部隊の撤退を余儀なくされた。その後、ヤズィードの下でマルマラ海沿いのイスラーム教徒の基地は放棄された。父親の下で開始され、広範囲に及んだビザンツ帝国に対する襲撃とは対照的に、ヤズィードはビザンツ帝国との国境を安定させることに重点を置いた。シリアの軍事防衛体制を改善し、ビザンツ帝国の侵入を防ぐために、ヤズィードはシリアの軍事区（ジュンド）の1つであるジュンド・ヒムスの一部を分割してシリア北部の国境地帯にジュンド・キンナスリーンを設置し、守備隊を駐屯させた。
ヤズィードは北アフリカ中央部のイフリーキヤを征服したものの、ムアーウィヤによって解任されていたウクバ・ブン・ナーフィーを再びイフリーキヤの総督に任命した。ウクバは681年に北アフリカ西部への大規模な遠征を開始した。ベルベル人とビザンツ帝国軍を破ったウクバは大西洋岸に到達し、タンジェとヴォルビリスを占領した。しかし、ウクバはこれらの地域に対する恒久的な支配を確立することはできなかった。イフリーキヤに戻ったウクバはヴェスケラの戦いでベルベル人とビザンツ帝国の部隊による奇襲を受けて殺害され、征服した領土を失う結果となった。同じ681年にヤズィードはイブン・ズィヤードの兄弟にあたるサルム・ブン・ズィヤードを北東の国境地帯に位置するホラーサーンの総督に任命した。サルムはマー・ワラー・アンナフル（中央アジア）においていくつかの軍事作戦を指揮し、サマルカンドとホラズムを襲撃したものの、いずれの地に対しても恒久的な支配の足掛かりを得ることはできなかった。そして683年のヤズィードの死とその後の東方地域の混乱に伴い、これらの軍事活動は収束した。

## 死と後継者

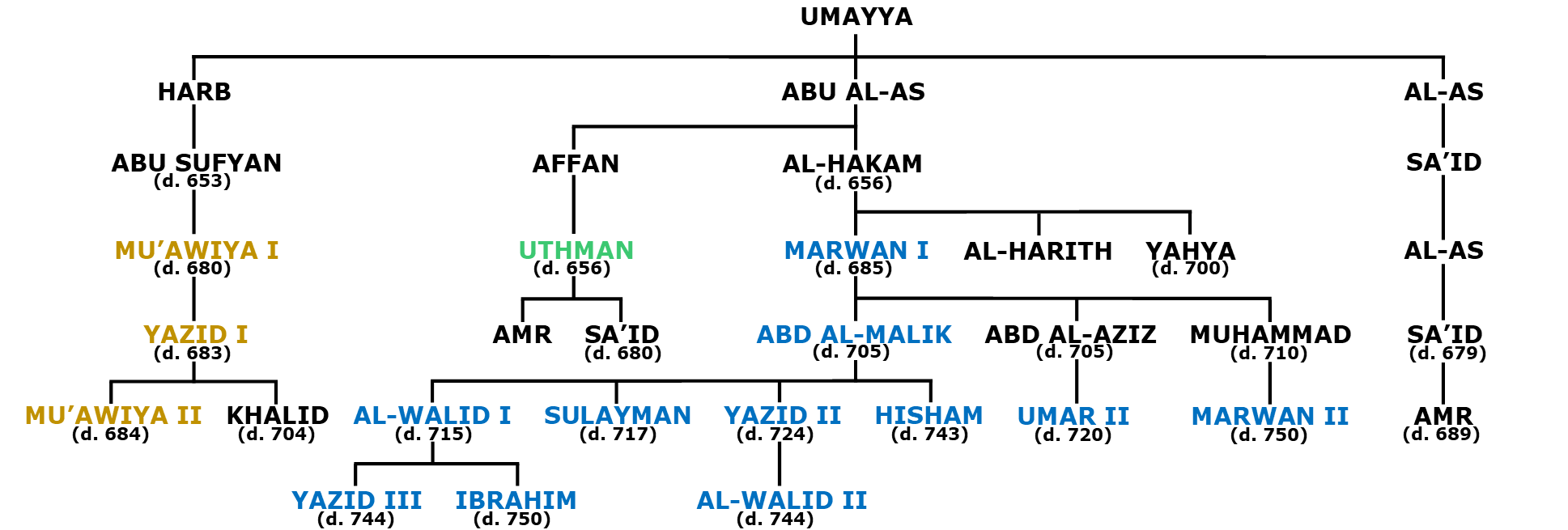
ウマイヤ家と王朝の系図。黄色がスフヤーン家のカリフ、青色がマルワーン1世とその子孫（マルワーン家）のカリフ、緑色が正統カリフのウスマーン。

ヤズィードは683年11月11日に自身のお気に入りの住居があったシリア中央部の砂漠の町であるフッワーリーンで死去し、その地に埋葬された。アブー・マアシャル・アル＝マダニー（778年没）やワーキディー（822年没）のように初期の年代記作家たちはヤズィードの死の詳細について何も述べていない。この情報の欠如は、落馬、過度の飲酒、胸膜炎、さらには焼死を含むいくつかの死因を詳述している反ウマイヤ朝の傾向を持つ作家による創作話に着想を与えたとみられている。当時ホラーサーンに住んでいた同時代の詩人であるイブン・アラーダの詩によれば、ヤズィードは体の脇にワインカップを持ったままベッドで死んだ。
ヤズィードの死後、イブン・アッ＝ズバイルは自身をカリフであると宣言し、エジプトとイラクに総督を派遣した。シリアでは一部の人々がヤズィードの息子のムアーウィヤ2世をカリフとして承認したが、カイス族が本拠地としていたシリア北部はイブン・アッ＝ズバイルの支持に回り、その結果としてイブン・アッ＝ズバイルはダマスクスの周辺地域を除くイスラーム国家の全域からカリフとして承認を得ることになった。一方のムアーウィヤ2世は原因不明の病気によって即位から数か月後に死去したが、いくつかの初期の史料は死去する前に退位していたと記録している。
ムアーウィヤ2世の死後、ヤズィードの母親が属していたカルブ族の人々は自らの特権を維持するためにヤズィードの息子のハーリド・ブン・ヤズィードを擁立しようとした。しかし、ハーリドはウマイヤ朝を支持する部族連合の中でカルブ族以外の部族からはカリフとなるにはあまりにも若すぎると見なされたため、ムアーウィヤ（1世）の再従兄弟にあたるマルワーン・ブン・アル＝ハカムが684年6月にウマイヤ朝支持派の部族によるシューラーでカリフとして認められた。その直後にマルワーンとカルブ族はマルジュ・ラーヒトの戦いでダッハーク・ブン・カイスに率いられたシリアのイブン・アッ＝ズバイル支持派の軍隊に圧倒的な勝利を収めた。ウマイヤ朝支持派によるシューラーではハーリドがマルワーンの後継者になることを定めていたにもかかわらず、マルワーンは息子のアブドゥルマリクを自分の後継者に指名した。これによってウマイヤ朝の王家はスフヤーン家（ムアーウィヤの父親であるアブー・スフヤーンの子孫の家系）からマルワーン家に取って代わられた。アブドゥルマリクは692年までにイブン・アッ＝ズバイルを打ち倒し、イスラーム国家全域におけるウマイヤ朝の支配を回復させた。

## 評価と遺産
カルバラーの戦いにおけるフサイン・ブン・アリーの殺害は多くのイスラーム教徒に動揺をもたらし、ヤズィードに対する印象が大きく損なわれる原因となった。また、この出来事はヤズィードへの反抗がアリー家を支持する人々の強力な願望と結びついて反ウマイヤ朝運動の形で表面化するきっかけとなり、独自の儀式と記憶を持つシーア派のアイデンティティーの発展に影響を与えた。カルバラーの戦い以降、フサインの家系から続くシーア派のイマームは政治的には沈黙を守る方針を採った。

### イスラーム教徒による伝統的な見解
ヤズィードは今日まで多くのイスラーム教徒によって非道な人物であると見なされており、統治者の地位は（その権利を奪うために）ヤズィードが殺害したフサインを含むアリーとその子孫たちに帰属すると考えるシーア派だけでなく、ヤズィードがイスラームの価値観からはかけ離れた存在であるとする多くのスンナ派にとっても同様に考えられている。ヤズィードはシーア派においては悪の象徴のように扱われており、毎年アーシューラーにおける行列やフサインの受難劇で罵倒され、非道で暴虐的であると見なされた支配者はしばしばヤズィードと同一視されている。イラン革命以前にイランのシャーはルーホッラー・ホメイニーによって「今の時代のヤズィード」と呼ばれ、イラクのサッダーム・フセイン大統領もイラン・イラク戦争中にシーア派の聖地への巡礼を禁止したことに対してイラクのシーア派から同じように呼ばれた。スンナ派の中ではハナフィー学派はヤズィードへの非難を容認しているものの、ハンバル学派とシャーフィイー学派の多くはこのような評価をヤズィードに押し付けるべきではなく、暴君一般を非難すべきであると主張している。しかし、ハンバル学派の学者であるイブン・アル＝ジャウズィー（1201年没）はヤズィードへの非難を正当化した。一方で著名な哲学者であるガザーリー（1111年没）は、ヤズィードがイスラーム教徒であり、フサインの殺害における役割が立証されていないことを理由として、ヤズィードへの非難は禁じられると述べている。
ヤズィードはカリフの歴史の中で血縁関係に基づいて後継者に指名された最初の人物であり、このような世襲によるカリフの地位の継承はその後の慣習となった。こういった事情から、イスラーム教徒の歴史的な伝承においてヤズィードの継承はカリフの役割を君主の性格へと変えた腐敗と見なされ、ヤズィード自身はカリフの地位にある間に3つの重大な犯罪の責任を負った暴君として描かれている。1つ目が虐殺とみなされたカルバラーの戦いでのフサインとその支持者たちの死、2つ目がヤズィードの軍隊がマディーナを略奪したハッラの戦いの余波、そして3つ目がヤズィードの軍司令官のフサイン・ブン・ヌマイルによるものとされているメッカの包囲中に発生したカアバの焼失である。伝承では飲酒、踊り、狩り、そして犬や猿などのペットの飼育といった習慣が強調され、イスラーム共同体を率いるには不信心であり相応しくない存在として描写されている。現存する同時代のイスラーム教徒による史書は、ヤズィードについて、「その腹と陰部に関する点で罪深い人物」、「傲慢な酔っぱらい」、「神への反抗、神の宗教への信仰心の欠如、そして神の使徒に対する敵意に突き動かされている」などと説明している。歴史家のバラーズリー（892年没）は、カリフに通常用いられる「信徒たちの長」（ʾamīr al-muʾminīn）の称号とは対照的に、ヤズィードを「罪人たちの長」（ʾamīr al-fāsiqīn）と表現した。
このような評価の存在にもかかわらず、一部の歴史家は、初期のイスラーム教徒による情報源にはフサインの死に対するヤズィードの責任を免除し、イブン・ズィヤードに直接責任を負わせる傾向が存在すると主張している。歴史家のジェームズ・リンジーによれば、シリアの歴史家のイブン・アサーキル（1176年没）は、ヤズィードに対する一般的な主張を受け入れつつもヤズィードの肯定的な資質を強調しようとした。例として、ヤズィードがハディース（ムハンマドに帰する格言と伝承）を伝える者であるとともに「預言者の時代との繋がりを持つ故に」高潔な人物であり、支配者の立場に値すると強調した。

### 現代の学者の見解
宗教界におけるその評判にもかかわらず、現代の歴史学者は一般にヤズィードに対してより好意的な見方をしている。ヴェルハウゼンによれば、ヤズィードは必要な場合にのみ実力行使に訴えていた穏やかな統治者であり、宗教的な伝統において描写されているような暴君ではなかった。さらに、ヤズィードは王子としての公務に対する関心を欠いていたが、カリフとしては「古くから存在する嗜好、すなわちワイン、音楽、狩猟、その他の娯楽を手放さなかったとはいえ、そのような無関心からは更生していたようにみえる」と指摘している。歴史家のヒュー・ナイジェル・ケネディの見解では、カルバラーとアル＝ハッラでの惨事にもかかわらず、ヤズィードの統治は「功績を欠いていたわけではなかった」。また、ヤズィードはより長く生きていたならば風評が改善していた可能性があるが、その早期の死は「治世の初期の打撃」に対する汚名が定着する一因になったと述べている。イスラーム研究家のジェラルド・R・ホーティングによれば、ヤズィードは父親の対外政策を継続しようとしたものの、ムアーウィヤとは異なり、下賜品や賄賂によって反対派を取り込むことはできなかった。ホーティングはヤズィードについて以下のように要約している。「ムアーウィヤが伝統的な中東地域における専制君主というよりも部族のシャイフのように機能していたという印象は… ヤズィードにも当てはまるように思われる」。一方、バーナード・ルイスの見解では、ヤズィードは「父親の能力の多くを備えた」有能な統治者であったが、後のアラブの歴史家によって過度な批判に晒されたとしている。アンリ・ラメンスもヴェルハウゼンと同様の見解を示し、「詩人であり、音楽を愛し、詩人や芸術家たちにとってのマエケナスだった」と述べている。
アッバース朝時代にウマイヤ朝の歴史を著したイスラーム教徒によるヤズィードの性格面に関する描写は、アッバース朝のウマイヤ朝に対する敵意に影響を受けていたと考えられている。伝統的なイスラーム教徒の史料におけるほとんどの記録はヤズィードに対する反乱に焦点を当てており、大抵においてシリアにおける公人としての生活と反乱の鎮圧以外の活動についての詳細を欠いている。これについてアンリ・ラメンスは、イラクを拠点とするアッバース朝時代の年代記作家がヤズィードの信仰心の欠如や大酒飲みとしての側面のみに基づいてフサインの殺害やイスラームの聖地への攻撃の原因を説明する傾向にあったためだと指摘している。一方でこのような説明とは対照的に、『741年の年代記』に残されているシリアに関する記録では、ヤズィードについて、「非常に快活な人物であり、その統治下にあるすべての人々からかなり好意的な目で見られていた。ヤズィードは王侯階級であるが故に人の常として自分の栄光を追い求めるようなことは決してなく、一市民としてすべての民衆とともに暮らした」と説明されている。

### ヤズィーディーとの関係

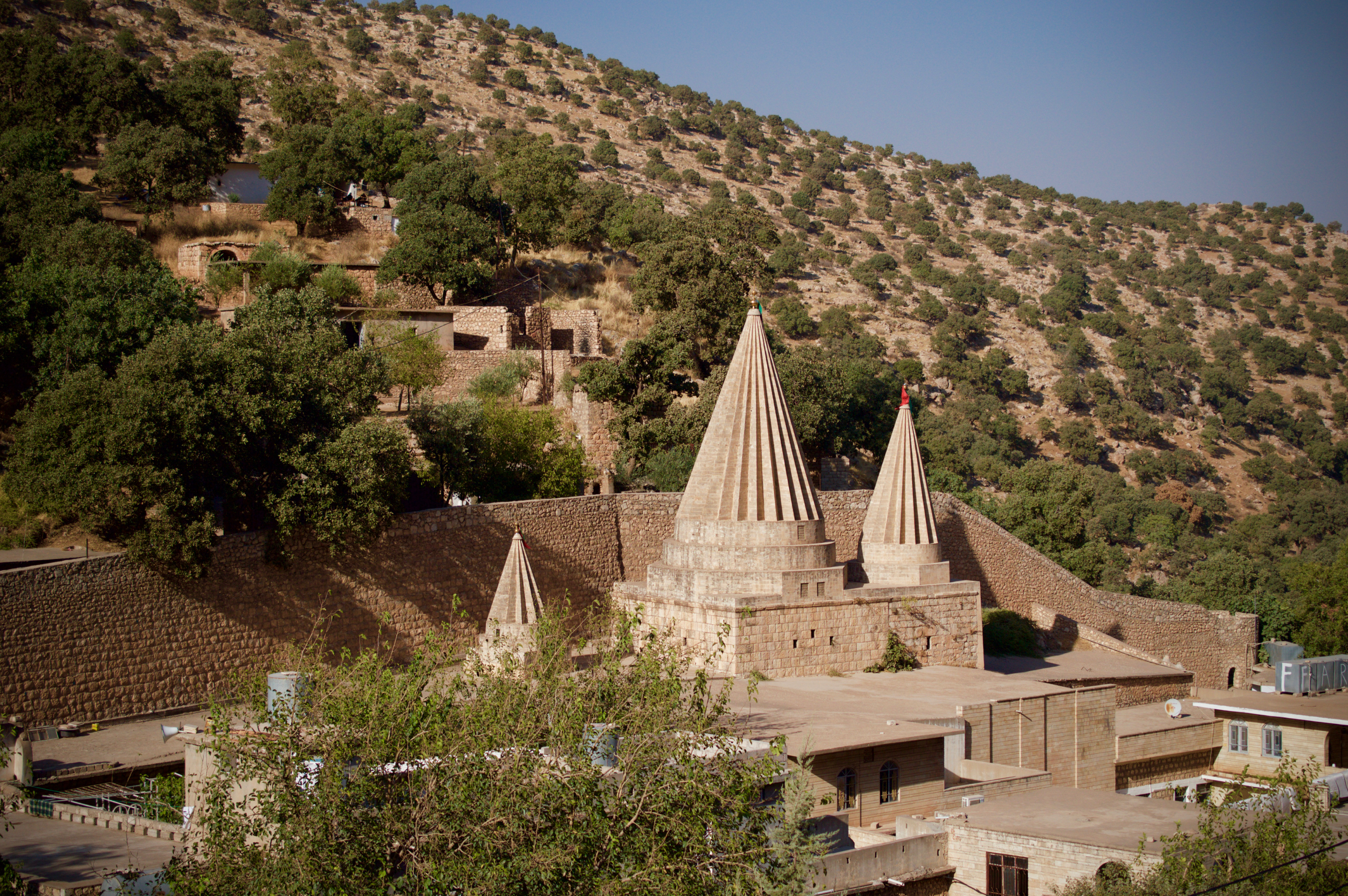
イラクのクルディスタン地方のラリシュに存在するシャイフ・アディー廟

主にイラクを拠点とするクルド語を話す民族宗教の共同体であるヤズィーディーにおいて、その創始者とされるスルターン・エズィードは大きな崇敬を受けている神聖な人物である。ほとんどの西洋の歴史家はエズィードという名前はカリフのヤズィードに由来すると考えている。しかし、ヤズィーディーの宗教的な伝承の中にスルターン・エズィードと2代目のウマイヤ朝のカリフの間の関係を示す痕跡は全く認められない。12世紀以前のクルドの山岳地帯にカリフのヤズィードに対し特に同情的であったウマイヤ朝に賛意を示す一派による運動が存在したが、この運動はウマイヤ家の子孫のスーフィーであり、今日までヤズィーディーから深く敬意を払われているシャイフ・アディー（アディー・ブン・ムサーフィル）を指導者としていた。そのシャイフ・アディーは現地に定住し、やがてヤズィーディーとして発展していく運動の支持者たちを呼び込んだ。ヤズィーディーという呼称は15世紀の初頭にはすでに知られていたが、イラン学者のフィリップ・G・クライエンブルックは、シャイフ・アディーがウマイヤ家の末裔であったためにこの呼称が運動の集団と関連づけられるようになったのではないかと推測している。

## 硬貨

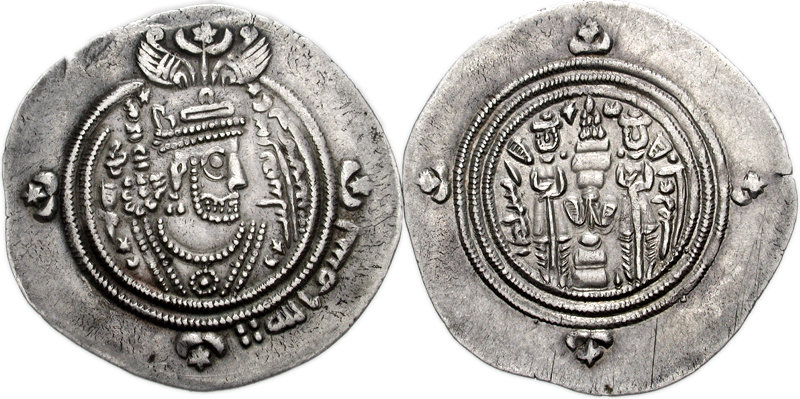
ヤズィード1世時代の硬貨。鋳造地：バスラ、総督：ウバイドゥッラー・ブン・ズィヤード、日付：ヒジュラ暦60年（西暦679/80年）、表面：ホスロー2世を模したサーサーン朝様式の胸像。枠外にビスミッラー（神の御名において）の文字と4つの小粒が刻まれている。裏面：飾りの紐の模様の中に付き人を伴った火の祭壇がある。炎の脇に星と三日月が描かれ、左に日付、右に鋳造地の名が刻まれている。

鋳造の日付が「ヤズィードの初年」と記されたサーサーン朝様式の銀貨が現代に伝わっている。銀貨の表面にはサーサーン朝の王ホスロー2世（在位：590年 - 628年）の肖像とパフラヴィー文字でホスロー2世の名が刻まれ、裏面には付き人を伴った一般的なゾロアスター教の火の祭壇が描かれている。しかし、この銀貨の余白にはヤズィードの治世の初年に鋳造されたという銘文が刻まれている。また、ニーシャープールで鋳造されたヒジュラ暦と推定される60の数字が刻まれた記名の無い硬貨もヤズィードの治世の初年のものであると考えられている。その他のヤズィードの治世の硬貨は大抵において硬貨が造られた州の総督の名前のみが記されている。
ウマイヤ朝に対抗してカリフを称したイブン・アッ＝ズバイルはヤズィードが死去するまで公にはカリフの地位を主張しなかったにもかかわらず、ヤズィードの治世と重なるヒジュラ暦61年から63年（西暦681年 - 683年）の間の日付でイブン・アッ＝ズバイルの名が刻まれた硬貨がファールスとケルマーンで複数発見されている。これはアラビア半島とイラクにおけるヤズィードの支配に対する異議と同様に、ペルシア南部でもヤズィードが即位した頃からその統治権に異議が唱えられていたことを示している可能性がある。このようにイブン・アッ＝ズバイルの名で硬貨が鋳造された理由は、恐らく適切なクライシュ族の人物の名を硬貨に用いることによって、ウマイヤ朝の対抗者たちに正当性を与えるためであったとみられている。

## 家族

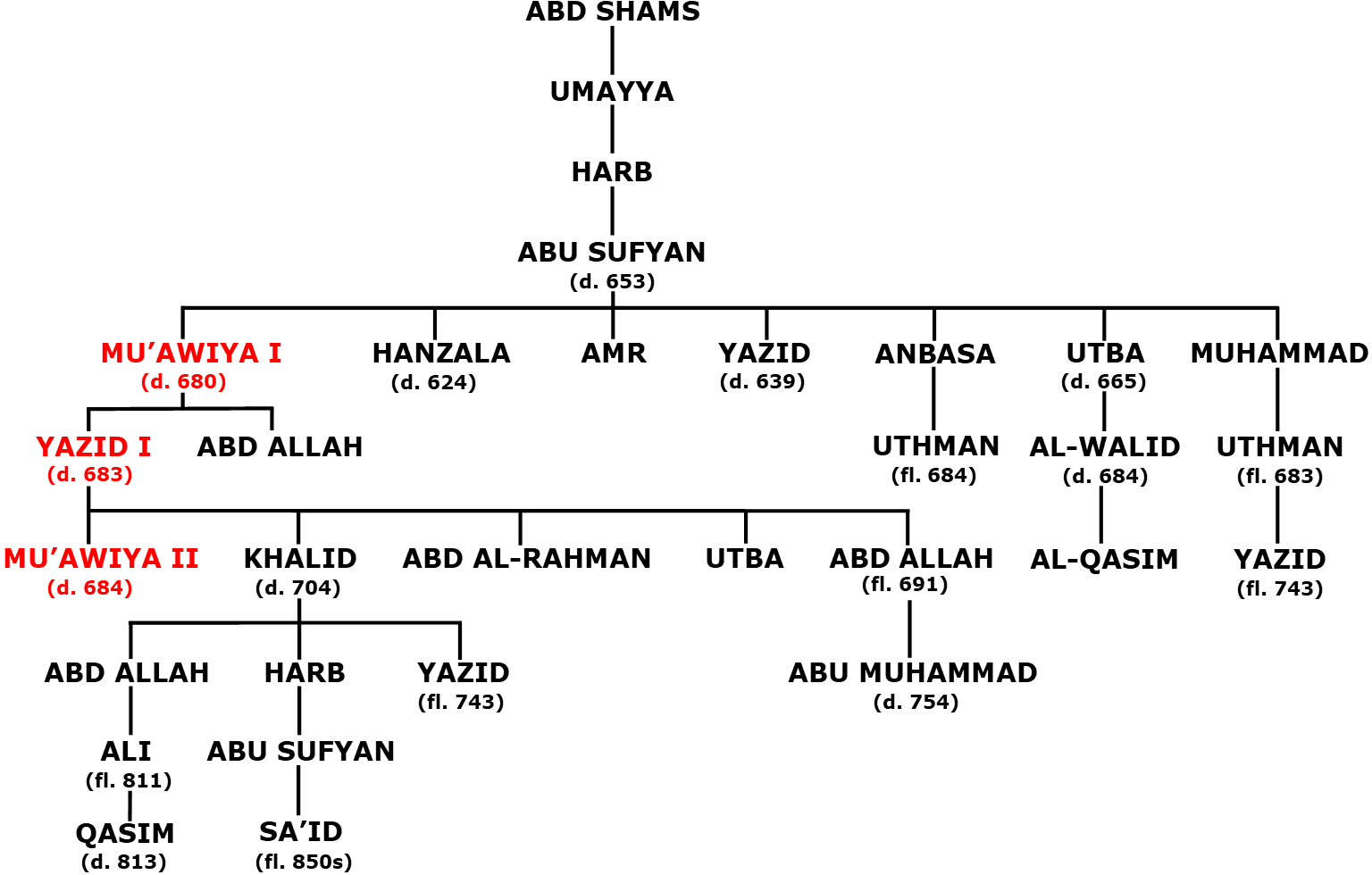
661年から684年までウマイヤ朝を統治したスフヤーン家の家系図（赤色がスフヤーン家のカリフ）

ヤズィードには3人の妻がいたが、その他にも数人の内妻がいた。妻のうち名前が知られているのは2人であり、1人はウンム・ハーリド・ファーヒタ・ビント・アビー・ヒシャーム、もう1人は長年にわたって活躍した政治指導者であり軍司令官でもあったアブドゥッラー・ブン・アーミルの娘のウンム・クルスームである。両者はともにウマイヤ家の祖先の氏族であるアブド・シャムス氏族の出身であった。
ヤズィードはこれらの3人の妻たちとの間に3人の息子を儲けた。長男のムアーウィヤ2世の母親は名前は不明なもののカルブ族の出身であり、ヤズィードが死去した時点で17歳から23歳の間であった。病気のためにムアーウィヤ2世はカリフの職務を遂行できず、滅多に住居を出ることはなかった。結局、父親の死後数か月しか生きることができず、子孫を残すことなく死去した。ヤズィードの次男であるハーリドは668年頃の生まれであり、母親はウンム・ハーリド・ファーヒタであった。マルワーン・ブン・アル＝ハカムはカリフとなった後にスフヤーン家との協力関係を築くためにファーヒタと結婚し、ハーリドのカリフの地位に対する主張を無力化した。伝説的な説明ではハーリドはマルワーンに抗議し、マルワーンはこれに対してハーリドを侮辱したとされているものの、実際にはハーリドはカリフ位の継承から除外されたことに対して沈黙を守っていた。そのハーリドはマルワーンの後を継いでカリフとなったアブドゥルマリクの娘と結婚し、アブドゥルマリクとは親しい関係にあった。また、いくつかの伝説的な記録によれば、ハーリドは錬金術に興味を示し、錬金術、天文学、医学に関するギリシア語の著作をアラビア語へ翻訳するように命じた。ヤズィードの娘のアーティカはアブドゥルマリクのお気に入りの妻であった。アブドゥルマリクはアーティカとの間に将来のカリフであるヤズィード2世（在位：720年 - 724年）を含む数人の子供を儲けた。ヤズィードとウンム・クルスームの間に生まれた息子であるアブドゥッラーは射手や馬術家として名高い存在であった。ヤズィードは他にもウンム・ワラド（女奴隷の内妻）との間に数人の息子を儲けた。